# Zola Matumona
Zola Matumona (Kinshasa, 26 de novembro de 1981) é um futebolista profissional congolês que atua como meia.

## Carreira
Zola Matumona representou o elenco da Seleção da República Democrática do Congo de Futebol no Campeonato Africano das Nações de 2013.